# Wilmersdorf
Wilmersdorf er en bydel (tysk: Ortsteil) i Charlottenburg-Wilmersdorf-distriktet (tysk: Bezirk) i Berlin, Tyskland. Wilmersdorf har et areal på 7,16 km2 og et befolkningstal på 101.877 (2020). Bydelen har dermed en befolkningstæthed på 14.229 indbyggere pr. km2.
Wilmersdorf har bydelsnummeret 0402.
Wilmersdorf var en historisk landsby tæt ved Berlin (Deutsch-Wilmersdorf), som første gang blev nævnt i 1293 som Wilmerstorff. Fra 1850'erne blev området udviklet til et tæt bebygget, velhavende beboelsesområde, som i 1920 blev en del af Storberlin. Tidligere udgjorde Wilmersdorf sit eget distrikt, men siden 2001 har den indgået som bydel i distriktet Charlottenburg-Wilmersdorf. I 2004 blev Wilmersdorf opdelt i de nuværende bydele Halensee, Schmargendorf, Grunewald og Wilmersdorf.
Den kendte handelsgade Kurfürstendamm går gennem området.
Siden 1968 har Gladsaxe været venskabsby med Wilmersdorf.

## Personer med tilknytning til Wilmersdorf
- Paul Abraham (1892-1960), komponist
- Cora Berliner (1890-1942), økonom og socialvidenskaber
- Bertolt Brecht (1898-1956), dramatiker og digter
- Ernst Busch (1900-1980), sanger og skuespiller
- Marlene Dietrich (1901-1992), skuespiller og chansonnette
- Karl Ernst (1904-1934), politiker og medlem af SA
- Fritz Fliegel (1907-1941), cykelrytter og jagerpilot
- Birger Forell (1893-1958), teolog
- Hans-Jürgen Hellriegel (1917-1944), søofficer og ubådskommandant
- Brigitte Helm (1908-1996), skuespiller
- Dörte Helm-Heise (1898-1941), maler og grafiker
- Erich Kästner (1899-1974), forfatter og journalist
- Hildegard Knef (1925-2002), skuespiller, chansonnette og forfatter
- Gerhard Krüger (1902-1972), filosof
- Walter Küchenmeister (1897-1943), redaktør og forfatter
- Margo Lion (1899-1989), skuespiller
- Maria Gräfin von Maltzan (1909-1997), dyrlæge og modstandskvinde
- Heinrich Mann (1871-1950), forfatter
- Asta Nielsen (1881-1972), skuespiller
- Erich Maria Remarque (1898-1970), forfatter
- Oda Schaefer (1900-1988), forfatter og journalist
- Augustin Souchy (1892-1984), anarkist og pacifist
- Steffie Spira (1908-1995), skuespiller

52°29′N 13°19′Ø / 52.483°N 13.317°Ø